# کابرامورا، نیو ساوت ولز
کابرامورا (به انگلیسی: Cabramurra) یک شهرک در استرالیا است که در نیو ساوت ولز واقع شده‌است.